# Roland Janson
Åke Roland Janson, folkbokförd Jansson, född 5 september 1939 i Gamlestads församling i Göteborg, död 8 oktober 2019 i Vasa distrikt i Göteborg, var en svensk skådespelare och dramatiker.

## Biografi
Janson började som bland annat verkstadsarbetare och stensättarhantlangare vid spårvägen samt var även  tränare för Proletären FF. Han kom i kontakt med teaterns och filmens värld när författaren Lasse Strömstedt uppmärksammade honom som lagledare vid en fotbollsmatch och därefter erbjöd honom en roll i TV-filmen Det löser sig (1976). Han var därefter verksam som skådespelare och pjäsförfattare där en röd tråd var att skildra samhället ur ett underklassperspektiv. Han var knuten till Folkteatern i Göteborg, men gästspelade även vid andra scener som Dramaten. Han blev för den bredare allmänheten mest känd för rollen som Gösta i Sällskapsresan.
Han skrev drastiskt realistiska verk som Bänken, Oket, Muggen och, tillsammans med Bengt Bratt, pjäser som Mottagningen och Tillståndet. Janson gav 2010 ut sina memoarer, Nackspärrarnas rike, där läsaren får följa Jansons resa från arbetarpojk till alkoholist och senare firad teaterstjärna.
Roland Janson är gravsatt i askgravlunden på Östra kyrkogården i Göteborg.

## Filmografi
- 1976 – Det löser sig
- 1978 – Lyftet
- 1980 – Attentatet
- 1980 – Sällskapsresan
- 1980 – Jackpot
- 1981 – Sista budet
- 1981 – Tuppen
- 1981 – Fem dagar i december (TV-serie)
- 1982 – En flicka på halsen
- 1982 – Gräsänklingar
- 1982 – Klippet
- 1982 – Dubbelsvindlarna (TV-serie)
- 1982 – Flygande service (TV-serie)
- 1982 – Time Out (TV-serie)
- 1982 – Albert & Herberts julkalender (TV-serie)
- 1983 – Jacob Smitaren
- 1983 – Lyckans ost
- 1983 – Profitörerna (TV-serie)
- 1983 – Nilla (TV-serie)
- 1984 – Äntligen!
- 1986 – Gröna gubbar från Y.R.
- 1989 – Hassel – Offren
- 1989 – Jönssonligan på Mallorca
- 1990–1991 – Storstad
- 1990 – Villan
- 1991 – Tre kärlekar (TV-serie)
- 1992 – Ha ett underbart liv
- 1993 – Fredrikssons fabrik (TV-serie)
- 1993 – Den gråtande ministern (TV-serie)
- 1994 – Läckan
- 1994 – Rederiet (TV-serie)
- 1994–1995 – Rena rama Rolf
- 1995 – Du bestämmer (TV-serie)
- 1996 – Rusar i hans famn
- 1997 – Förmannen som försvann (TV-serie)
- 1997 – Sjukan (TV-serie)
- 1998 – När karusellerna sover (TV-serie)
- 2002–2006 – Hem till byn
- 2003 – Ägget
- 2004 – Blåljus
- 2008 – Sten för sten
- 2009 – Hemligheten

## Teater

### Roller (ej komplett)
| År   | Roll               | Produktion                                               | Regi              | Teater               |
| ---- | ------------------ | -------------------------------------------------------- | ----------------- | -------------------- |
| 1996 | Medverkande        | Kabaré… tre år kvar…                                     | Lennart Hjulström | Dramaten             |
| 1997 |                    | La Barracca Lars-Eric Brossner och Kjell Sundstedt       | Eva Gröndahl      | Folkteatern          |
| 2010 | Kejsar Frans Josef | Vita Hästen Ralph Benatzky, Erik Charell och Hans Müller | Anders Aldgård    | Gunnebo slottsteater |
| 2011 | Kejsar Frans Josef | Vita Hästen Ralph Benatzky, Erik Charell och Hans Müller | Anders Aldgård    | Riksteatern          |